# Sebastiano Bombelli
Sebastiano Bombelli (Udine, ottobre 1635 – Venezia, 4 maggio 1719) è stato un pittore italiano.

## Biografia

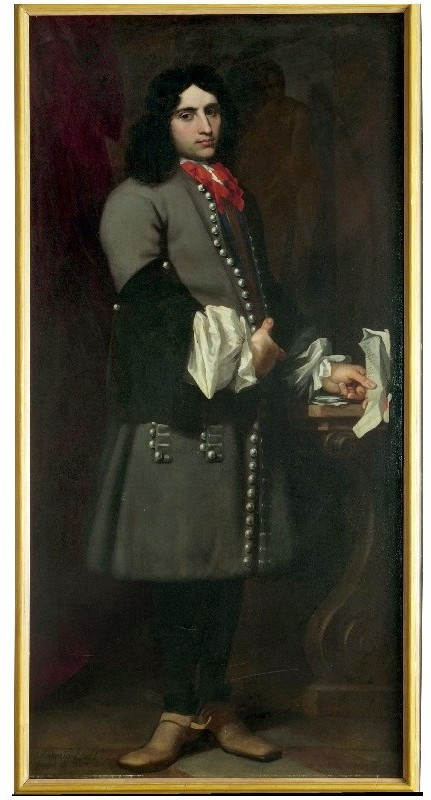
Ritratto di Antonio Carli, 1670

Nacque a Udine il 14 o 15 ottobre 1635 (battezzato il giorno 15), istruitosi e formatosi sotto la guida del padre Valentino e del padrino di battesimo Girolamo Lugaro, si trasferì sin da giovane a Venezia dove, dopo un periodo di perfezionamento svolto con Guercino a Bologna, iniziò la carriera studiando la maniera di Paolo Veronese diventando in breve tempo uno dei suoi maggiori conoscitori.
La sintesi delle tecniche del Cinquecento, dell'impulso dato dai naturalisti e del gusto a lui contemporaneo dei "tenebrosi" venne indirizzata da Bombelli 
nel settore in cui si specializzò maggiormente, ossia la ritrattistica. Da non sottovalutare il suo soggiorno fiorentino, durante il quale ebbe modo di apprezzare la tecnica del Sustermans.
La sua prima opera superstite risale al 1665, si tratta del Ritratto di Benedetto Mangilli (Musei Civici, Galleria d'Arte Antica, Udine), dipinto che evidenzia influenze di Bernardo Strozzi.
Tra le caratteristiche peculiari delle sue opere affiorano vitalità, espressività e comunicabilità, sia nei ritratti ancorati alla tradizione barocca come il Polo Querini del 1684 (Fondazione Querini Stampalia, Venezia) sia in quelli più semplificati. I suoi personaggi fuoriescono dalla penombra seppur descritti sin nei minimi particolari, appariscenti con i loro abbigliamenti vistosi e festosi.
Del 1675 è il primo Autoritratto (Musei Civici, Galleria d'Arte Antica, Udine), caratterizzato da una spiccata vena introspettiva e scevro dagli abbellimenti tipici del ritratto ufficiale che lo avevano reso celebre a Venezia.

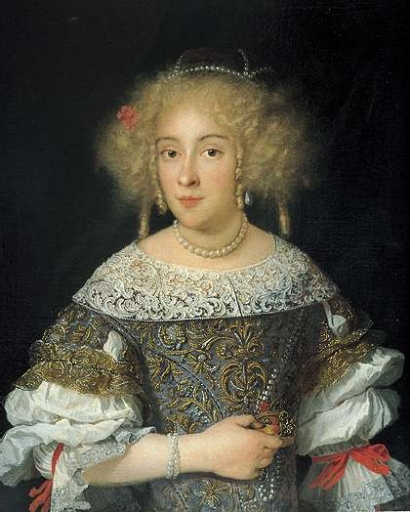
Ritratto di Isabella del Sera, 1671 circa

Uno fra i tanti suoi seguaci, fu Fra Galgario (Giuseppe Vittore Ghislandi) che soggiornò per un decennio a Venezia ed ebbe occasione di conoscere e collaborare con Bombelli. Per un periodo studiò presso la sua bottega anche un giovane Anton Domenico Gabbiani, il quale molto apprese da Bombelli (si vedano i suoi primi ritratti, come quelli dei Musicisti della corte del Gran Principe Ferdinando de' Medici presso la Galleria dell'Accademia); i due artisti rimasero in ottimi rapporti per tutta la vita, come dimostra una bellissima lettera di Bombelli indirizzata all'ex allievo nel 1716. Fu il maestro anche di Domenico e Giovanni Battista Parodi, figli dello scultore genovese Filippo Parodi, amico personale del pittore friulano; la fama di Bombelli come abilissimo ritrattista era nota a livello internazionale, tanto che uno dei suoi allievi fu Johann Gottfried Tannauer, pittore e miniaturista celeberrimo alla corte dello zar Pietro il Grande di Russia. Fu inoltre molto legato da vincoli di amicizia ed affetto con il conterraneo Luca Carlevarijs e con la giovane e promettente Rosalba Carriera, della quale dipinse un intenso ritratto in occasione della sua nomina ad Accademica di San Luca. Il suo stile ritrattistico influenzò successivamente anche altri pittori, tra i quali Alessandro Longhi e Niccolò Cassana.
Bombelli ebbe un fratellastro, Raffaele, anche lui pittore, meno noto rispetto a Sebastiano ed attivo in ambito friulano.

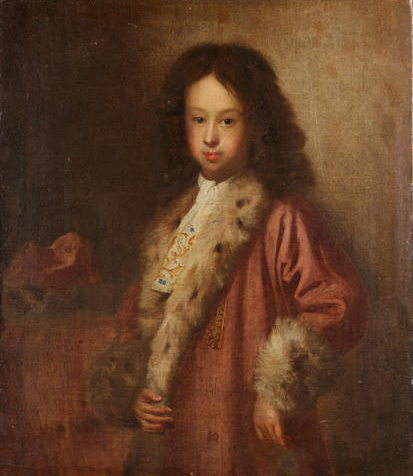
Ritratto di Giuseppe Clemente di Baviera

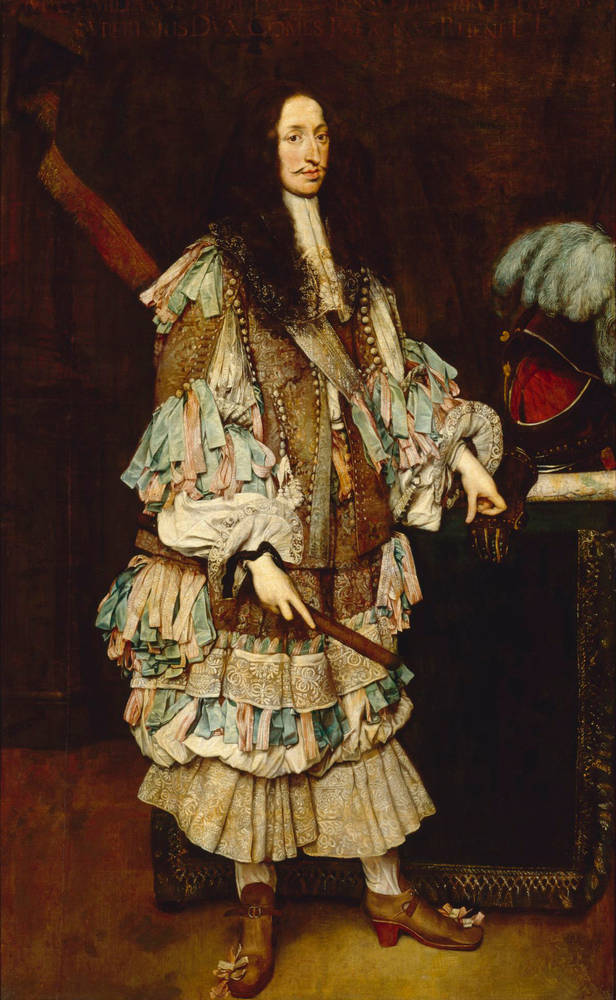
Ritratto di Massimiliano Filippo Girolamo di Baviera, 1666

L'artista viaggiò e lavorò anche all'estero, ad esempio in Baviera, dove ritrasse l'Elettore Ferdinando Maria, la moglie Enrichetta Adelaide di Savoia, i figli Maria Anna, Massimiliano II, Giuseppe Clemente ed il fratello Massimiliano Filippo Girolamo, ad Innsbruck ritraendo l'Arciduchessa Anna de' Medici e le figlie Claudia Felicita (futura seconda moglie dell'imperatore Leopoldo I) e Maria Maddalena, per i per i duchi di Brunswick-Lüneburg, oltre che a Vienna dove ritrasse l'imperatore Leopoldo d'Austria e la coppia Giuseppe I e Guglielmina Amalia, fu attivo anche a Firenze, Genova, Mantova e Parma e prestò il suo servizio per alcuni cardinali.. Il suo atelier a Venezia era assai famoso e frequentato da importanti personalità di passaggio a Venezia, in particolare durante il Carnevale: proprio in questa circostanza ritrasse nel 1692 il principe Federico di Danimarca (futuro re Federico IV). 
Sebastiano Bombelli fu anche un perito d'arte: essendo il maggior conoscitore di Paolo Veronese venne spesso contattato per verificare l'autenticità di opere che affioravano sul mercato. Contestualmente a questa attività, Bombelli fu anche restauratore. Purtroppo, per dare nuova lucentezza e brillantezza ad opere antiche, utilizzava vernici e lacche che - col passar del tempo - si ossidavano annerendo la pellicola pittorica. Varie fonti, coeve e non, accennano a questa informazione, in particolare Lanzi. La sua maestria nell'uso dei colori era però molto apprezzata tanto da essere il dedicatario del testo Nuovo plico d'ogni sorte di tinture di Gallipido Tallier - edito nel 1704 - e al pittore vengono indirizzate queste parole «...ben sapendo il mondo la virtù, che lei possiede in genere di colorire e dipingere; E son per dire, che l'opre del suo penello hanno un non sò che di celeste, che abbaglia la vista à chi le mirano...».
Fu membro della fraglia pittorica di Venezia dal 1687 al 1700.
Infermo negli ultimi anni della sua vita, morì a Venezia il 4 maggio 1719. I suoi esecutori testamentari furono gli amati e potenti nipoti Paolo e Girolamo Celotti, entrambi Frati Serviti.